# سمامة الرأس الأخضر
سمامة الرأس الأخضر (الاسم العلمي: Apus alexandri) (بالإنجليزية: Cape Verde Swift)‏ هو طائر ينتمي إلى سمامة (فصيلة: Apodidae).